# La Cheppe
La Cheppe település Franciaországban, Marne megyében. Lakosainak száma 326 fő (2022. január 1.). La Cheppe Bussy-le-Château, Courtisols, Cuperly, L’Épine, Saint-Étienne-au-Temple és Suippes községekkel határos.

## Népesség
A település népességének változása:
| Lakosok száma | 233  | 214  | 283  | 341  | 329  | 328  | 335  | 330  | 327  | 326  |
|               | 1968 | 1982 | 1990 | 2006 | 2013 | 2015 | 2017 | 2019 | 2020 | 2022 |